# Encyclia alboxanthina
Encyclia alboxanthina es una especie de plantas de la familia Orchidaceae. 

## Descripción
Es una orquídea de tamaño medio que prefiere el clima cálido, de hábito litofita con  alargados pseudobulbos ovales que llevan hojas gruesas y rígidas, erectas. Florece desde  la primavera a principios del verano en una inflorescencia de 80 cm de largo, con varias  flores  muy perfumadas

## Distribución  y hábitat
Se encuentra en el estado de Bahía de Brasil en las rocas en las elevaciones alrededor de 800 a 850 metros. 

## Taxonomía
Encyclia alboxanthina fue descrita por Jack Archie Fowlie y publicado en Orchid Digest 54: 27. 1990.
Etimología
Ver: Encyclia
alboxanthina epíteto latino que significa "de color amarillo pálido".